# Mezquita Sidi Yahya

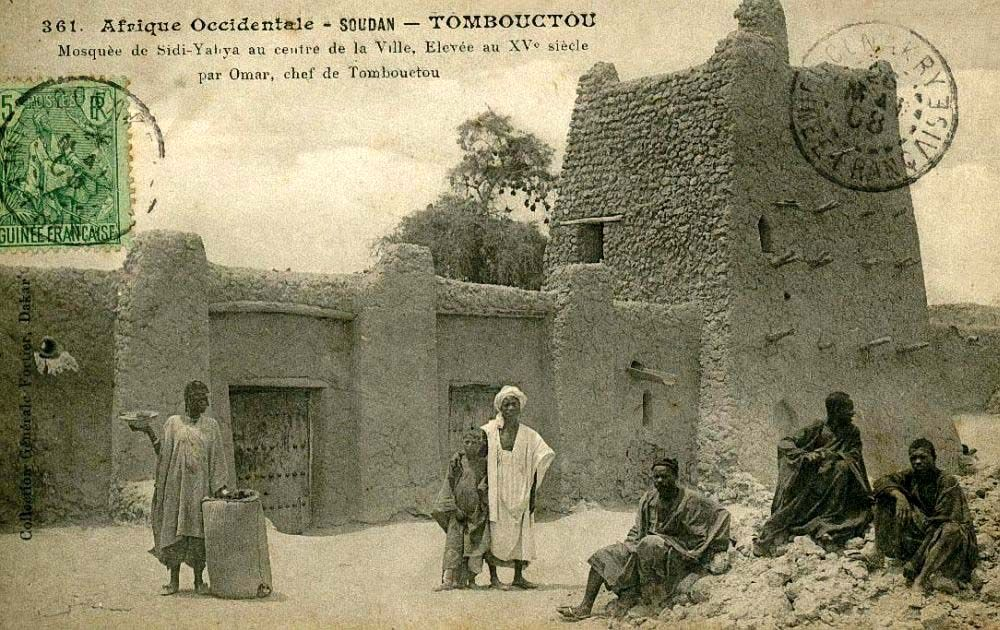
Postal publicada por Edmond Fortier mostrando la mezquita en 1905-1906

La mezquita Sidi Yahya es una mezquita y madraza de Tombuctú, Malí cuya construcción terminó en 1440. Sidi Yahya, junto con las mezquitas de Djinguereber y Sankore compone la "Universidad" de Tombuctú. La leyenda dice que la puerta de la mezquita sería abierta el día del "fin del mundo".[cita requerida] Parte de ella fue destruida por los yihadistas de Ansar Dine el 2 de julio del 2012, tras la batalla de Gao.

## Historia
La mezquita recibe el nombre de su primer imán y profesor jefe Sidi Yahya (también llamado Sidi Yahya o Sidi Tadelsi Yahya Al Andulusi). La mezquita está situada al sur de la famosa mezquita de Sankore. La construcción de la mezquita Sidi Yahya se inició en 1400 por el Jeque El-Mokhtar Hamalla con la expectativa de una gran persona santa. Duró 40 años en completarse. En 1441 Mohamed Naddah, el gobernador de la ciudad de Tombuctú, nombró a su amigo Sidi Yahya como su primer imam. Esto marcó el inicio de la mezquita como una madraza y un gran centro de aprendizaje para la región.